# Litmasaari (ö i Norra Savolax, Varkaus)
Litmasaari är en ö i Finland. Den ligger i sjön Särkijärvi och i kommunen Leppävirta i den ekonomiska regionen  Varkaus ekonomiska region  och landskapet Norra Savolax, i den centrala delen av landet, 300 km nordost om huvudstaden Helsingfors. Öns area är 6,9 hektar och dess största längd är 0,6 kilometer i sydöst-nordvästlig riktning.